# Clerve
El Clerve (luxemburgués Klierf) es un río de Luxemburgo, que se une con el Wiltz en Kautenbach. Su longitud total es de 48 km. Pasa tanto por la ciudad de Troisvierges como por la de Clervaux. Corriente arriba de Clervaux, es conocido como el Woltz.